# Ram Ramlal
Dowlatram (Ram) Ramlal (Nickerie (Suriname), 2 april 1951) is een voormalig Nederlands CDA-politicus.
Ramlal is een Haagse Surinamer die in 1992 als Hindoe het eerste niet-christelijke Tweede Kamerlid voor het CDA was. Hij was tevens de eerste Nederlander van Surinaamse afkomst in de Tweede Kamer en eerder al de eerste migrant in de Haagse gemeenteraad. Hij was in Den Haag werkzaam in het maatschappelijk werk, met name onder drugsverslaafden en werd daar in 1989 wethouder van maatschappelijke dienstverlening, welzijn en gezondheidszorg. In de Tweede Kamer was hij onder meer woordvoerder volkshuisvesting en minderhedenbeleid. Zijn aantreden als Kamerlid leidde in het CDA tot discussies over het christelijke karakter van de partij. In 1994 stond hij niet meer op een verkiesbare plaats.
Na zijn politieke carrière heeft Ramlal diverse toezichthoudende functies bekleed en was hij voorzitter van de Hindoeraad Nederland. 
- Parlement.com: vg09llpiqfs7